# 小行星19298
小行星19298（英語：19298 Zhongkeda；中科大星）是一颗围绕太阳公转的小行星。1996年9月20日，国家天文台施密特CCD小行星巡天计划在兴隆观测基地发现了此天体。